# ヴァギナ・モノローグス

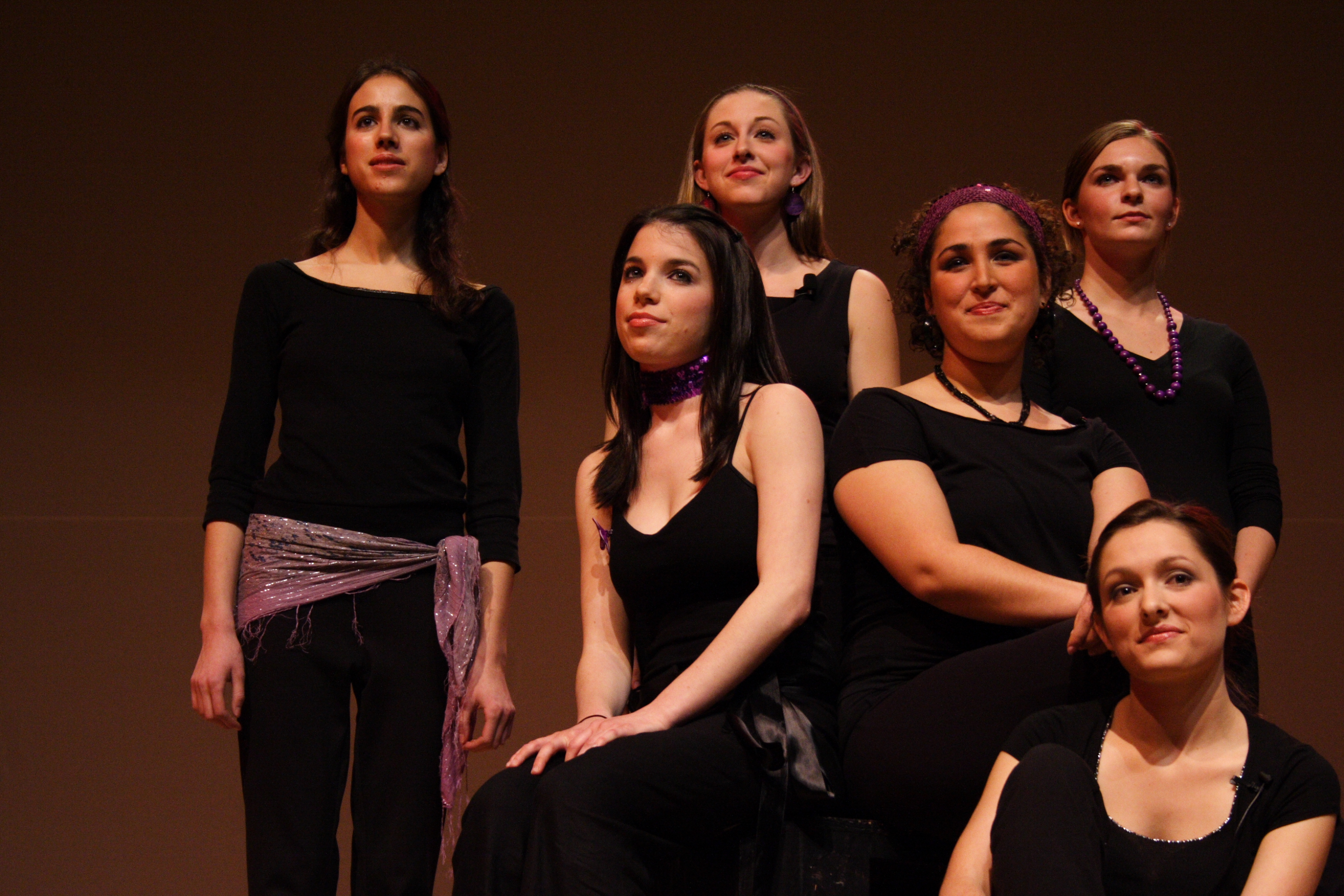
タフツ大学公演（2006年）

『ヴァギナ・モノローグス』（原題：The Vagina Monologues）は、アメリカの劇作家イヴ・エンスラーによって構成された一連の脚本、およびそれに基づく芝居の表題である。「ヴァギナ」は「女性器」、「モノローグス」は「独白（モノローグ）」の複数形であり、様々な女性たちが自らの女性器について語った内容が集められて構成されている。

## 概要
『V.M.』は、200人を超える女性たちへのインタビューに基づいた作品で、1996年にニューヨークのオフ・ブロードウェイで上演されて以来、世界60か国で感動を生んでいる。大物女優のグレン・クローズやメリル・ストリープも舞台を飾った。
日本では2004年、モニーク・ウィルソン（ニューヴォイスカンパニー）演出で初上演された。2005年の再演時には、Lynn Sherman、Monique Wilson、Jenny Jamora出演で英語上演、泉花、小野山千鶴、山本つづみ出演で日本語上演が行われた。
また2006年、宮本亜門演出、内田春菊・東ちづる・野沢直子主演で上演が行われた。原作の「ヴァギナ」に相当する部分は、東京公演では「おまんこ」、大阪公演では「おめこ」とされた。
脚本の邦訳（白水社）表題は『ヴァギナ・モノローグ』となっている。
2009年8月、大橋ひろえ主宰のサイン アート プロジェクト.アジアンがプロデュースし「ヴァギナ・モノローグス」〈手話×朗読〉公演が六本木・俳優座劇場で上演。手話としては日本で初とされる。フランスのろう者劇団IVTからイザベル・ヴォアズ、日本から忍足亜希子、大橋ひろえが手話を担当、西田夏奈子、足立由夏、大窪みこえが40名以上ものオーディションを勝ち抜いて朗読（音声）を担当。演出は平松れい子。手話と朗読がコラボレーションして立体的な舞台になったと高い評価を受ける。
この作品はV-DAYという女性への暴力を止めようという世界的な市民運動を巻き起こした。1998年から2月を中心にした時期に（その年により違うが）、世界中で、ユニオン労働者などの支払い以外全額を地元の女性支援団体（とV-DAY本部）に寄付をする場合、また、出演者や主催者が無報酬で参加する場合などの上演をクリアする場合に（詳細はV-DAYの英語版のHPへ）『ヴァギナ・モノローグ』を著作権使用料をイヴ・エンスラーに支払わずに上演できる。この枠組みでの上演として日本では、2014年、2016年に女優木内みどり、作家北原みのり、女優ともさと衣、女優窪真理らが出演し、チャリティ上演を行った。

## エピソード
2006年に日本公演の出演者である野沢直子が舞台の告知を兼ねて日本テレビ系の情報バラエティ番組「ラジかるッ」にゲスト出演した際に、司会の中山秀征から、「(この舞台は)どういった内容なんですか？」と質問されたが、野沢は「言えません！言ったら松本明子さんの「四文字事件」になってしまいます！」と答えた。

## 脚本邦訳
- イヴ・エンスラー『ヴァギナ・モノローグ』岸本佐知子訳、白水社、2002年12月、ISBN 456004757X

### 動画
- イヴ・エンスラー： 心と体に宿る幸せの講演映像 - TEDカンファレンス、2004年2月、20分25秒。
- Vagina Monologue - YouTube (West Vancouver, March 2007, by Janessashae, 06:57)
- San Francisco State University by mmdele, 11 - 12 Apr 2007:
  - Part 1 - Intro and Hair - YouTube（7分44秒）
  - Part 2 - The Flood - YouTube（9分54秒）
  - Part 3 - The Vagina Workshop - YouTube（9分26秒）
  - Part 4 - Because He Liked to Look At - YouTube（5分25秒）
  - Part 5 - My Vagina Was My Village - YouTube（6分36秒）
  - Part 6 - My Angry Vagina - YouTube（6分41秒）
  - Part 7 - Coochie Snorcher - YouTube（8分28秒）
  - Part 8 - Reclaiming Cunt - YouTube（5分7秒）
  - Part 9 - Woman Who Liked To Make - YouTube（7分8秒）
  - Part 10 - I Was There In The Room - YouTube（4分46秒）